# Henrik Johan von Essen
Henrik Johan von Essen, född 11 september 1671 i Pernau, död 6 september 1750 på Dagöholms översteboställe i Lerbo socken, var en svensk militär.
Henrik Johan von Essen var son till generalkvartermästarlöjtnant Paul von Essen och Margareta Elisabeth Güntersberch. Han blev volontär vid livgardet 1688, erhöll avsked 1690 och blev 1691 sergeant vid Savolax och Nyslotts läns infanteriregemente. 1692 tog han på nytt avsked och blev 1692 fänrik vid Tiesenhausens (senare Buddenbrocks) svenska regemente i Nederländerna och befordrades senare till löjtnant där.
von Essen tjänade vid de svenska trupperna i Nederländerna, blev 1700 kapten, 1711 major och fick 1719 överstes titel och blev 1739 chef för Södermanlands regemente. Essen deltog i slaget vid Düna 1701 och slaget vid Gadebusch 1712, blev fången vid Tönningen men hemkom och deltog med södra armén i Karl XII:s sista fälttåg. Han utmärkte sig även i slaget vid Stäket 1719, och erhöll för sina insatser där som belöning 100 buteljer franskt vin ur Ulrika Eleonoras egen källare. Han deltog även vid försvaret av Wismar. 1738 blev han ledamot av generalkrigsrätten och deltog 1741 i slaget vid Villmanstrand.